# Sagenbach (Weißach)
Der Sagenbach, am Oberlauf Engelsbach, ist ein Fließgewässer in Bayern, der vor Kreuth von rechts in den Tegernsee-Zufluss Weißach mündet. 

## Verlauf
Der Engelsbach entsteht an den Westhängen des Schinders. Er tritt am Fuß des Schinders zunächst in eine Klamm ein, versickert an deren Ausgang bei der Langenaualm aber im Kiesbett der sogenannten Langen Au, die den Talgrund zwischen dem Langeckberg links und dem Lapberg rechts füllt. Zeitweilig fließt der Bach, der nun Sagenbach heißt, aber auch hier auf einem Teilstück offen. Der Bach tritt erst wieder einige Kilometer weiter westlich aus dem Kiesbett aus und mündet schließlich nach insgesamt etwa westnordwestlichem Lauf von rechts an deren Laufknick nach Norden südlich von Kreuth in die Weißach.

## Galerie

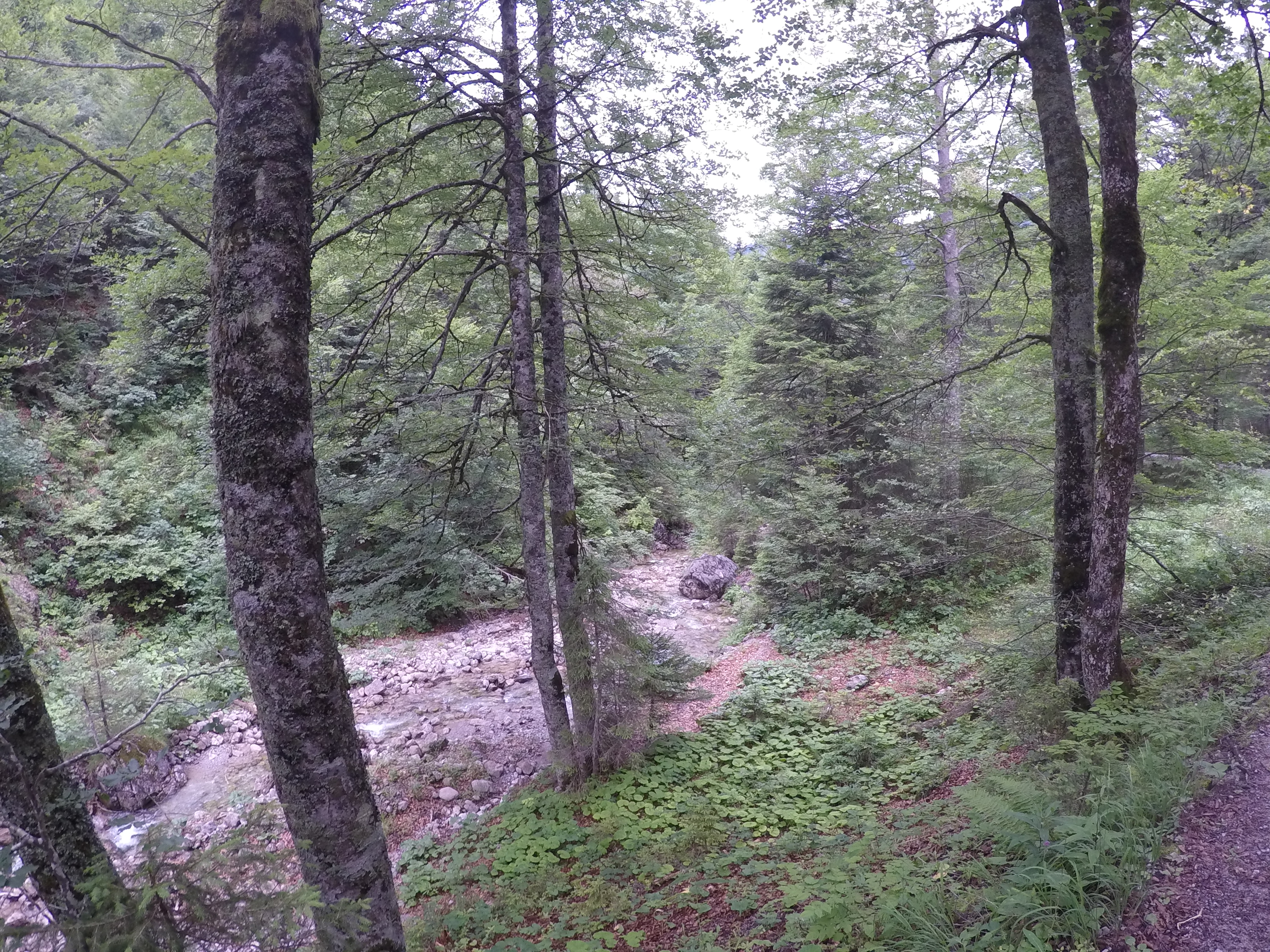
Engelsbach vor Eintritt in die Klamm
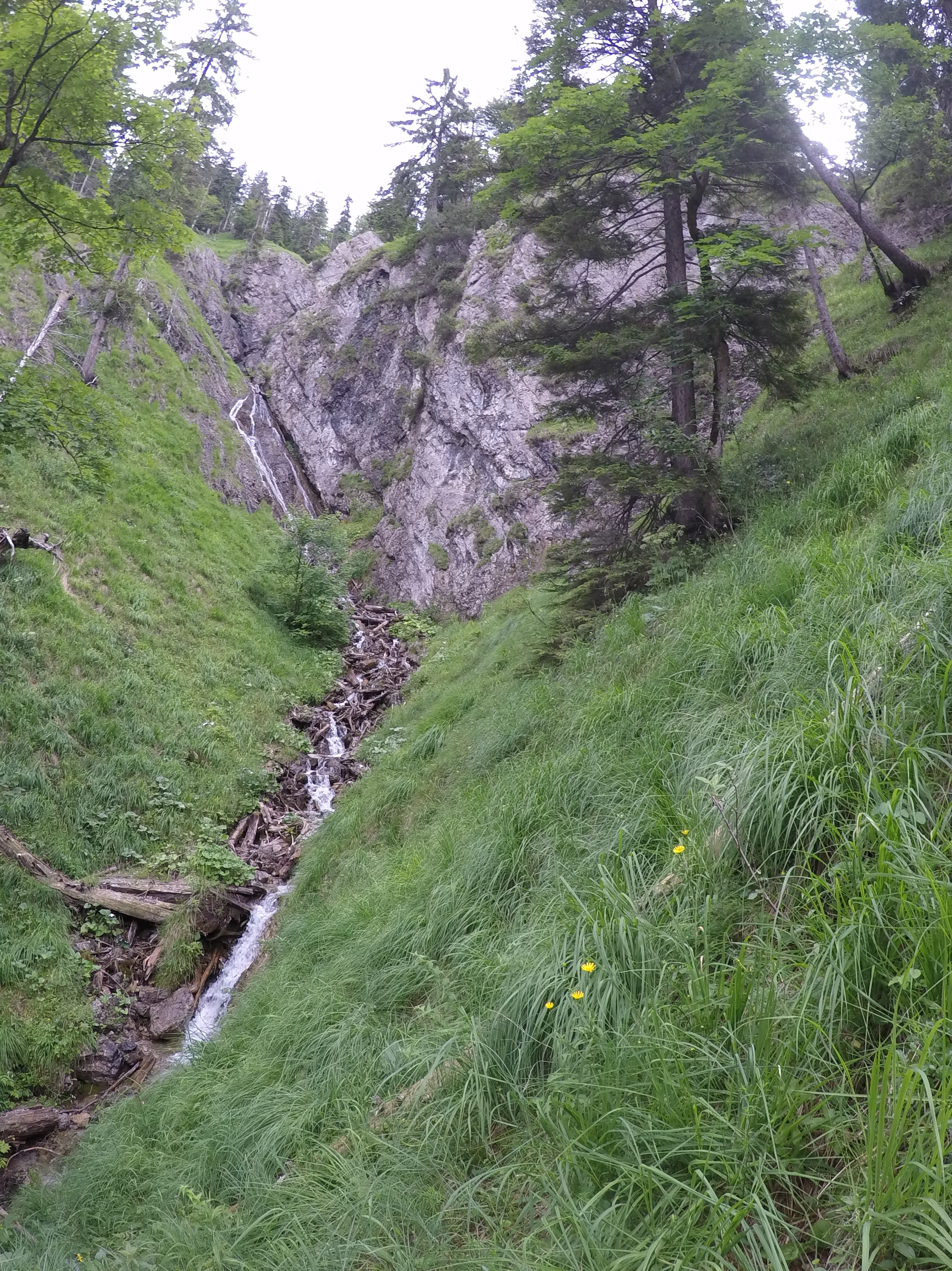
Namenloser Zufluss zum Engelsbach von Südflanke Laubbergel